# Itame anataria
Itame anataria là một loài bướm đêm trong họ Geometridae.